# Тимінський Тит-Тарас Юрійович
Тимінський Тит-Тарас Юрійович (29.04.1858 ст. ст. — 25.02.1927) — релігійний та громадський діяч, консисторський архімандрит-митрофор, генеральний вікарій буковинської православної церкви для українців, член Буковинської делегації Українсько Національної Ради.

## Родина
Народився в с. Пядиківці повіт Кіцмань на Буковині (тепер Кіцманського р-ну Чернівецької обл.) в убогій сім'ї даскала (дяка) місцевої церкви Юрія (Георгія) Тимінського та Акіліни. Брат Івана Тимінського.

## Навчання
З 1870/1871 до 1876/1877 навчальні рр. навчався в вищій державній гімназії в Чернівцях, коли був покликаний до війська.

#### Військова служба
Служив в артилерійському полку у Львові, отримуючи відпуски для навчання екстерном в 2-ій вищій гімназії, де 12.07.1879 р. склав матуральні іспити.

#### Громадська діяльність та навчання в вищих навчальних закладах
Почав студіювати на філософському факультеті Львівського університету, де належав до українського студентського товариства «Дружній лихвар», приятелюючи з А. Чайковським, В. Барвінським, Д. Гладиловичем та іншими молодими народовцями, однак через брак грошей повернувся на Буковину.
В Чернівцях студіював на теологічному факультеті університету, де 22.03.1886 р. отримав абсолюторіум, провчившись 7 семестрів та склавши всі необхідні іспити.

## Священницьке служіння
Після рукоположення в священики з 11.1886 р. іменований сотрудником пароха в с. Берегомет повіт Вижниця (тепер смт. Вижницького р-ну Чернівецької обл.). З 12.1888 р. іменований військовим капеланом 2-го класу при буковинському батальйоні піхоти крайової оборони № 76 в Кіцмані. З 1889 р. іменований експозитом, з 08.1890 р. парохом церкви в с. Тораки повіт Вижниця (тепер Путильського р-на Чернівецької обл.). З 03.1894 р. іменований адміністратором парохії (з 09.1894 р. парохом) в с. Хлівище повіт Кіцмань (тепер Кіцманського р-ну Чернівецької обл.). З 01.1905 р. іменований парохом с. Довгопілля повіту (тепер Путильського р-ну Чернівецької обл.). 23.04.1907 р. представляв громаду с. Довгопілля на зборах мужів довіри Вижницького судового повіту, скликаних у Вижниці депутатом крайового сейму М. Васильком.

#### Меценатство та благодійність
В Отаках, присілку с. Довгопілля. збудував своїм коштом школу, матеріально допомагав бідним учням, жертвував на бурси в Вижниці і в Чернівцях. Член НТШ з 1907 р., в 1910 р. подарував бібліотеці НТШ шість цінних рукописних книг 18-19 ст. ст., в тому числі й Збірку духовних та світських пісень, укладену його батьком Юрієм Тимінським в 1852—1853 рр.

#### Громадська діяльність
Член-засновник товариства «Український Народний Дім» в Чернівцях, в роботі якого брав участь ще з студентських років. Довголітній член «Товариства українських православних священиків Буковини», заступник голови і почесний член Товариства з 23.03.1921 р.

#### Публіцистичні та наукові напрацювання
Автор публіцистичних та наукових праць, які публікував в чернівецьких часописах «Буковина», «Кандела» та інших, а також окремими виданнями. Користувався псевдонімом «православний».

#### В російській окупації
В часі війни залишався на Буковині під російськими окупаціями, за свої українські переконання зазнавав знущань від російських солдатів. Один з організаторів проведення першого на буковинській Гуцульщині свята миру і української державності 24.02.1918 р. в с. Стебни на Путильщині, на якому він відправив молебен і підніс многолітство цісареві та Українській Народній Республіці. Був в числі тих 12-ти православних українських священників, які 19.05.1918 під проводом протоієрея Т. Драчинського відправили перше за багато років соборне українське богослужіння в катедральному соборі св. Духа в Чернівцях.
Учасник загальних зборів відновленого товариства «Українське Касино» в Чернівцях, покликаного замінити анахронічну «Руську Бесіду», що відбулися під головуванням О. Поповича 23.09.1918 р. в Народному домі.

#### Архімандрит

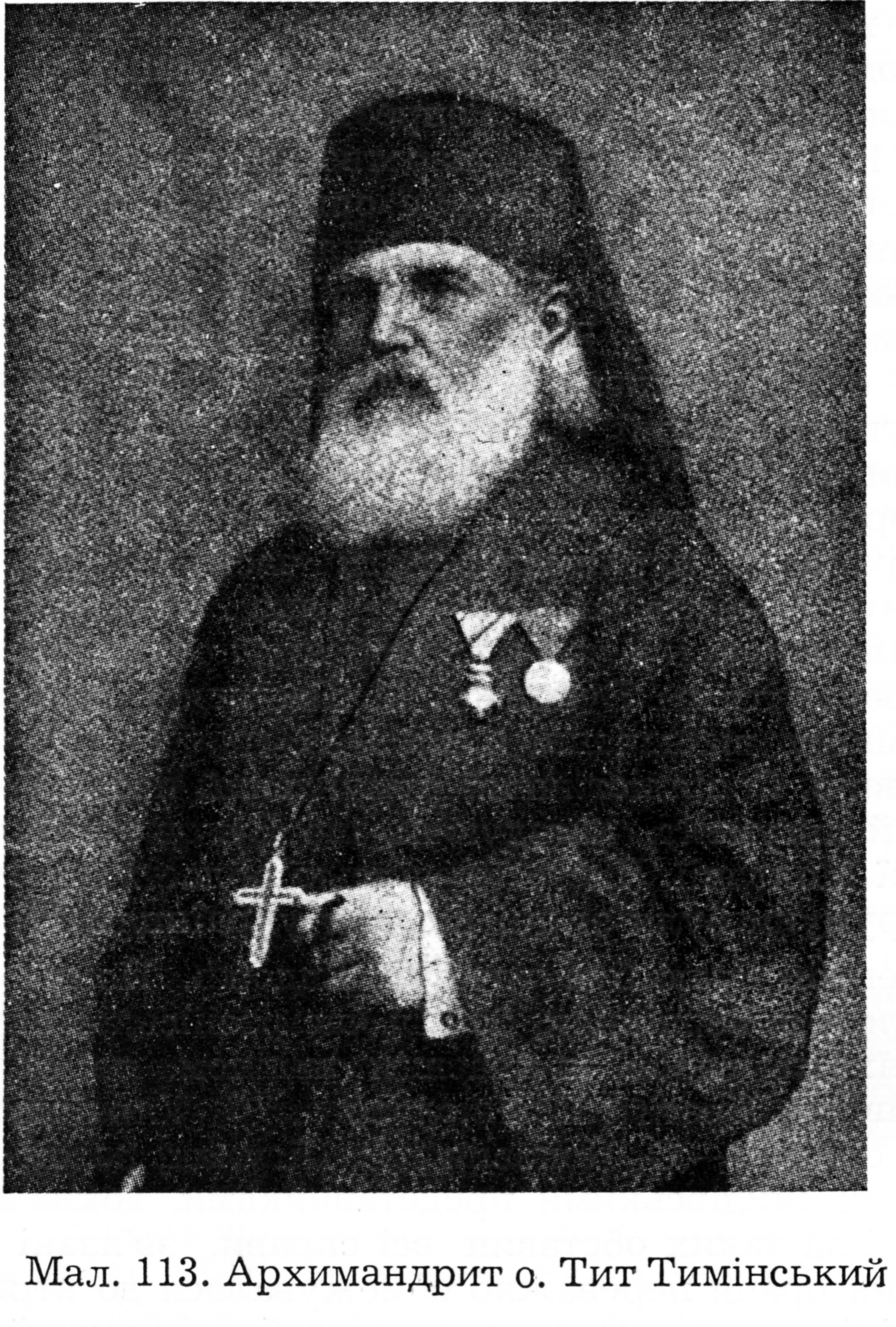

В рамках реорганізації (національного поділу) та відновлення роботи буковинської православної архієпископської консисторії влада примусила піти на пенсію заплямованого відвертою колаборацією з російською окупаційною владою колишнього буковинського митрополита В. Репту разом з цілим складом консисторії. 14.07.1918 р. цісар іменував двох консисторських архімандритів — українця Т. Тимінського та румуна І. Воробкевича, передавши 24.07.1918 р. в їхні руки управління буковинською православною церквою як генеральним вікаріям, І. Воробкевичеві як голові, а Т. Тимінському як заступникові голови консисторії. Рішення консисторії повинні були ухвалюватися спільно Т. Тимінським та І. Воробкевичем, а у випадку незгоди між консисторськими архімандритами вирішальний голос мав би мати уряд. Вже 19.09.1918 р. вони оголосили конкурс на заміщення посад консисторських радників (2-х українців і 2-х румунів) та протопресвітера-українця при церкві св. Миколая в Чернівцях, яку визначено осідком українського протоієрейства. 25.09.1918 р. а архієпископській каплиці в Чернівцях митрополит В. Репта здійснив хіротонію І. Воробкевича та Т. Тимінського, (який пройшов до того новіціат монашого чину та обрав собі ім'я Тарас для свого чернечого життя) на архімандритів-митрофорів, вручивши кожному митру та патерицю. Вперше за історію існування буковинської консисторії її офіційний орган став публікуватися в двох рівнорядних варіантах українською та румунською мовами (фонетикою) «Листок розпорядків» та «Foaia Ordinăciunilor». Номінування Т. Тимінського консисторським архімандритом з ентузіазмом привітав Союз парламентарних і сеймових послів Буковини (23.08.1918 р.), з'їзд українського православного духовенства Буковини (05.09.1918 р.), інші українські громадські організації краю. 01.10.1918 р. численні представники українського православного духовенства Буковини, а згодом і українські депутати та громадські діячі разом з українськими депутатами привітали в архієпископській  резиденції в Чернівцях архімандрита-митрофора Т. Тимінського як свого найвищого церковного достойника і настоятеля. У промові Т. Тимінського того дня висловлена детальна програма діяльності, спрямована на духовне піднесення українського народу Буковини. 3-ій з'їзд українського православного духовенства Буковини, який відбувся 01.11.1918 р. в приміщені товариства «Православна Академія» в архієпископській резиденції в Чернівцях одноголосно підтримав кандидатуру архімандрита Т. Тимінського на члена Буковинської делегації Української Національної Ради.

#### Арешт
Румунська окупація Буковини припинила процес поділу буковинської православної церкви на українську та румунську частини. Митрополит Володимир Репта, який беззастережно підтримав румунську владу, був поновлений на посаді, а 18.02.1919 р. міністр-делегат румунського уряду Я. Флондор відмінив всі рішення австрійського уряду щодо призначення нових членів консисторії, створення українського протопресвітерства при церкві св. Миколая в Чернівцях та призначення Т. Тимінського українським генеральним вікарієм.
В цей час Т. Тимінський перебував в ув'язненні, будучи арештованим наприкінці 01.1919 р. в рамках розв'язаного румунською окупаційною владою масового антиукраїнського терору після запровадження стану облоги на Північній Буковині. Румунська влада домагалася від Т. Тимінського добровільної відставки з посади консисторського архімандрита взамін за гідне довічне утримання, а коли він відмовився це зробити, насильно спенсіонувала його, призначивши жебрацьку пенсію в сумі 1500 леїв щомісячно. Проти арешту єпископа-номіната Тимінського та інших членів буковинської української еліти протестував 12.03.1919 р. в ноті до голови Паризької мирової конференції голова делегації Української Народної Республіки Г. Сидоренко, закликаючи вплинути на румунський королівський уряд для припинення ним терору щодо пригнічених українських громадян.
В Ноті Буковинської Делегації Української Національної Ради Найвищій раді в Парижі від 30.12.1921 р. висловлювався протест проти ліквідації румунською окупаційною владою рівноправності української православної церкви та відіслання на пенсію українського генерального вікарія митрофора Тараса Тимінського.

## Останні роки
Позбавлений засобів до існування, продовжував жити в Чернівцях, беручи участь в українському громадському житті, однак не будучи допущеним до участі в конгресі буковинської православної церкви 3-25.10.1921 р.
Згодом переїхав жити до сина Володимира, який з 12.1923 р. був іменований парохом с. Розтоки повіту Вижниця (тепер Путильського р-ну Чернівецької обл.).
Помер в с. Розтоки, похований в присутності непроглядних мас народу на цвинтарі в Розтоках 27.02.1927 р. під напівстертим написом «Тут спочиває архимандрит Тит-Тарас Тимінський ¯ 1858 + 1927».